# Gnophos restincta
Gnophos restincta är en fjärilsart som beskrevs av Nitsche 1926. Gnophos restincta ingår i släktet Gnophos och familjen mätare. Inga underarter finns listade i Catalogue of Life.